# آن غلوفر
آن غلوفر (بالإنجليزية: Anne Glover)‏ هي منفذة ‏ أمريكية، ولدت في 6 فبراير 1954.